# Skäftestjärnen, Norrbotten
Skäftestjärnen är en sjö i Luleå kommun i Norrbotten och ingår i Alåns huvudavrinningsområde. Sjön har en area på 0,05 kvadratkilometer och ligger 131 meter över havet.

## Delavrinningsområde
Skäftestjärnen ingår i det delavrinningsområde (729621-176270) som SMHI kallar för Mynnar i Bodbäcken. Medelhöjden är 130 meter över havet och ytan är 2,03 kvadratkilometer. Det finns inga avrinningsområden uppströms utan avrinningsområdet är högsta punkten. Vattendraget som avvattnar avrinningsområdet har biflödesordning 3, vilket innebär att vattnet flödar genom totalt 3 vattendrag innan det når havet efter 25 kilometer. Avrinningsområdet består mestadels av skog (96 procent). Avrinningsområdet har 0,05 kvadratkilometer vattenytor vilket ger det en sjöprocent på 2,5 procent.